# Hai người mẹ (phim 1975)
Hai người mẹ (hay Hai bà mẹ) là một bộ phim điện ảnh Việt Nam về tình hữu nghị trong chiến tranh giữa Việt Nam và Lào do Nghệ sĩ nhân dân Nguyễn Khắc Lợi đạo diễn. Bộ phim được Xưởng Phim truyện Việt Nam sản xuất và công chiếu vào năm 1975.

## Nội dung
Bộ phim xoay quanh tình hữu nghị, quá trình cùng chiến đấu, hy sinh của hai tộc Việt – Lào trong Chiến tranh Đông Dương. Trung Dũng là một chiến sĩ trẻ của một đơn vị pháo cao xạ, được giao nhiệm vụ bắt giữ một lính Mỹ. Nhân đó mà anh đã được dự một buổi lễ hội và làm quen với hai mẹ con Bua và Bun Mi. Cuộc gặp gỡ này đã gợi lại ký ức của bà Bua – một người phụ nữ Thái gốc Việt – về ký ức thất lạc người con trai vào 20 năm trước ở bản Na Hường, mường Mai Sơn thuộc tỉnh Sơn La.
Sơn La năm 1952, trước khi rút khỏi vùng Tây Bắc của Việt Nam, quân Pháp bắt những cô gái Thái đem theo sang Lào, Bua cũng là một trong số đó. Chồng bị giết, người con trai nhỏ của bà bị lạc trong trận càn của quân Pháp, được một người lính Việt Nam cứu và mang về nuôi dưỡng trong quân đội. Trong một tiệc rượu, bà Bua đã viện cớ đang ốm để từ chối ra múa phục vụ quân đội Pháp. Một quan chỉ huy Pháp đã tìm đến nơi giam Bua, có ý đồ hãm hiếp. Sau khi đâm chết tên quan chỉ huy, Bua chạy vào rừng và được một nữ cán bộ cách mạng Lào là Đuông Chăn cứu giúp. Một thời gian ngắn sau, quân Pháp tìm đến nơi che dấu Bua và giết Đuông Chăn. Bà Bua nhận nuôi Bun Mi, con gái của Đuông Chăn. Bun Mi tiếp tục thay mẹ hoạt động cách mạng ở Lào.
Sao khi Mỹ thế chân Pháp, hai mẹ con Bua đã tiếp tục tham gia cách mạng cùng người dân Lào và quân đội tình nguyện Việt Nam. Trong buổi lễ mừng chiến thắng, bà Bua đã nhận ra người con trai thất lạc trong số các chiến sĩ tình nguyện. Sau khi nói sự thật cho con gái nuôi, bà quyết định về Việt Nam.

## Diễn viên
- Thụy Vân vai Bua.[6]
- Lịch Du vai Đuông Chăn.[7]
- Phạm Thu An vai Bun Mi.
  - Lê Khanh vai Bun Mi lúc nhỏ.[8]
- Trần Trọng Dũng vai Trung Dũng.
- Thu Hiền vai Bơ Lau.[9]
- Huy Công vai Lào La.[10]
- Hòa Tâm vai Đông Thau Chum.

Ngoài ra bộ phim còn có sự tham gia của một số diễn viên khác như Lân Bích, Tuấn Tú, Dương Bá Lộc, Lê Cường, Trần Đình Thọ, ...

## Sản xuất
Năm 1975, Xưởng Phim truyện Việt Nam bắt đầu sản xuất bộ phim Hai người mẹ dựa trên kịch bản của Cầm Kỷ. Đây là bộ phim đầu tiên làm về đề tài tình hữu nghị chiến đấu giữa 2 nước Việt – Lào. Ban đầu, đạo diễn Nông Ích Đạt là người được phân công làm đạo diễn, tuy nhiên ông đã từ chối vì lý do sức khỏe. Cuối cùng, vị trí đạo diễn bộ phim được trao cho Nguyễn Khắc Lợi với sự hỗ trợ của hai phó đạo diễn là Nguyễn Khánh Dư và Trần Đình Thọ. Trong đó Nguyễn Khánh Dư cũng là người đảm nhận quay phim chính. Nhà biên kịch Hoàng Tích Chỉ được giao cho vai trò biên tập. Nghệ sĩ ưu tú Thanh Quý từng được mời tham gia bộ phim, tuy nhiên vì khả năng diễn xuất chưa đạt mà Thanh Quý đã phải nhường vai cho người khác. Lịch Du được mời vào vai chính người mẹ Đuông Chăn, đây là vai chính đầu tiên cũng là duy nhất trong sự nghiệp diễn xuất của bà.

## Công chiếu và đón nhận
Bộ phim ra mắt khán giả Việt Nam lần đầu tiên vào tháng 8 năm 1975 và đã nhận được 2 giải thưởng cho đạo diễn và quay phim xuất sắc tại Liên hoan phim Việt Nam lần thứ 4 vào năm 1977. Hơn 15 năm sau khi bộ phim hoàn thành, nhiều thành viên trong đoàn phim được nhà nước Việt Nam phong tặng các danh hiệu cho nghệ sĩ như  Huy Công, Lịch Du được phong tặng danh hiệu Nghệ sĩ ưu tú năm 1984 và 1997, nhà quay phim Nguyễn Khánh Dư, nhạc sĩ Nguyễn Văn Thương, họa sĩ thiết kế mỹ thuật Phạm Quang Vĩnh, đạo diễn Nguyễn Khắc Lợi, nữ diễn viên Thụy Vân lần lượt được phong danh hiệu Nghệ sĩ nhân dân vào các năm 1993, 2007 và 2019. Nữ diễn viên Lê Khanh từng đóng vai Bun Mi lúc nhỏ cũng được phong Nghệ sĩ nhân dân vào năm 2001.
Tháng 5 năm 2014, kỷ niệm 60 năm chiến thắng Chiến dịch Điện Biên Phủ, Tuần phim Việt Nam tại Lào được tổ chức. Trong 7 ngày tuần phim diễn ra, có tất cả 5 bộ phim truyện và 3 bộ phim tài liệu được công chiếu tại 4 địa điểm khác nhau tại thủ đô Viêng Chăn và tỉnh Savannakhet. Hai người mẹ là 1 trong 5 bộ phim truyện đó.

## Giải thưởng
| Năm  | Lễ trao giải                      | Hạng mục                           | Đối tượng đề cử | Kết quả   | Nguồn  |
| ---- | --------------------------------- | ---------------------------------- | --------------- | --------- | ------ |
| 1977 | Liên hoan phim Việt Nam lần thứ 4 | Giải thưởng của Hội đồng giám khảo | Hai người mẹ    | Bằng khen | [ 5 ]  |
| 1977 | Liên hoan phim Việt Nam lần thứ 4 | Đạo diễn xuất sắc                  | Nguyễn Khắc Lợi | Đoạt giải | [ 22 ] |
| 1977 | Liên hoan phim Việt Nam lần thứ 4 | Quay phim xuất sắc                 | Nguyễn Khánh Dư | Đoạt giải | [ 15 ] |